# Halosaurus
Pour l’article ayant un titre homophone, voir Allosaurus.
Genre
Halosaurus est un genre de poissons osseux de la famille des Halosauridae.

## Liste d'espèces
Selon FishBase & WRMS :
- Halosaurus attenuatus Garman, 1899
- Halosaurus carinicauda Alcock, 1889
- Halosaurus guentheri Goode et Bean, 1896
- Halosaurus johnsonianus Vaillant, 1888
- Halosaurus ovenii Johnson, 1864
- Halosaurus parvipennis Alcock, 1892
- Halosaurus pectoralis McCulloch, 1926
- Halosaurus radiatus Garman, 1899
- Halosaurus ridgwayi Fowler, 1934
- Halosaurus sinensis Abe, 1974

## Référence
- Johnson, 1864 : Description of three new genera of marine fishes obtained at Madeira. Proceedings of the General Meetings for Scientific Business of the Zoological Society of London 3 pp 403-410.